# Romeo
Romeo Montague là một nhân vật chính trong tác phẩm Romeo và Juliet một vở kịch được viết bởi nhà văn nước Anh, William Shakespeare cô được hư cấu dựa trên một nhân vật có thật từng xảy ra ở Ý thời Trung Cổ. Anh  có một tình yêu lãng mạn với nàng Juliet nhưng đã có một kết cục bi đát trong tình yêu khi phải chấp nhận cái chết để xóa bỏ sự hận thù của hai gia đình hai người.

## Câu chuyện
Romeo - con trai họ Montague đã yêu say đắm Juliet - con gái họ Capulet ngay từ cái nhìn đầu tiên tại buổi dạ tiệc tổ chức tại nhà Capulet. Vì đây là dạ tiệc hóa trang nên anh có thể trà trộn vào. Anh cùng cô nàng này đã đến nhà thờ và nhờ tu sĩ Laurence bí mật làm lễ cưới.
Đột nhiên xảy ra một sự việc: do xung khắc, anh họ của Juliet là Tybalt đã giết chết người bạn rất thân của Romeo là Mercutio. Để trả thù cho bạn, Romeo đã đâm chết Tybalt. Mối thù giữa hai dòng họ càng trở nên sâu nặng. Vì tội giết người nên Romeo bị trục xuất khỏi Verona và bị đi đày biệt xứ. Tưởng như mối tình của Romeo và Juliet bị tan vỡ khi Romeo đi rồi, Juliet bị cha mẹ ép gả cho Bá tước Paris. Juliet cầu cứu sự giúp đỡ của tu sĩ Laurence. Tu sĩ cho nàng uống một liều thuốc ngủ, uống vào sẽ như người đã chết, thuốc có tác dụng trong vòng 42 tiếng. Tu sĩ sẽ báo cho Romeo đến hầm mộ cứu nàng trốn khỏi thành Verona.
Đám cưới giữa Juliet và Paris trở thành đám tang. Xác Juliet được đưa xuống hầm mộ. Tu sĩ chưa kịp báo cho Romeo thì từ chỗ bị lưu đày nghe tin Juliet chết, Romeo đau đớn trốn về Verona. Trên đường về chàng kịp mua một liều thuốc cực độc dành cho mình. Tại nghĩa địa, gặp Paris đến viếng Juliet, Romeo đâm chết Paris rồi uống thuốc độc tự tử theo người mình yêu. Romeo vừa gục xuống thì thuốc của Juliet hết hiệu nghiệm. Nàng tỉnh dậy và nhìn thấy xác Romeo bên cạnh đã chết, Juliet rút dao tự vẫn.
Cái chết tang thương của đôi bạn trẻ đã thức tỉnh hai dòng họ. Bên xác hai người, hai dòng họ đã quên mối thù truyền kiếp và bắt tay nhau đoàn tụ, nhưng câu chuyện tình yêu ấy vẫn mãi sẽ là nỗi đau rất lớn trong lòng những người biết đến họ.